# Celina Turchi
Celina Maria Turchi Martelli (Goiânia, 3 de julho de 1952) é uma epidemiologista, pesquisadora e professora universitária brasileira.
Comendadora da Ordem Nacional do Mérito Científico e membro titular da Academia Brasileira de Ciências, Celina é professora aposentada e emérita da Universidade Federal de Goiás e pesquisadora visitante do Centro de Pesquisa Aggeu Magalhães, em Recife, onde coordena o Grupo de Pesquisa de Epidemia em Microcefalia, com projetos na área de infecção pelo vírus Zika desde 2015.
Especialista em epidemiologia das doenças infecciosas, é uma das dez cientistas mais importantes do mundo segundo a revista Nature em 2016 e selecionada pela revista "Time" como uma das 100 pessoas mais influentes em 2017.
Celina coordenou a pesquisa sobre o vírus zika e sua equipe, em três meses, conseguiu identificar a associação do vírus com a microcefalia.

## Biografia
Celina nasceu em Goiânia, em 1952. Leitora voraz desde jovem, foi a leitura que lhe fez tomar gosto pela ciência. Em 1975, ingressou no curso de medicina da Universidade Federal de Goiás. Fez mestrado em Epidemiologia na London School of Hygiene & Tropical Medicine (Reino Unido) e doutorado em Medicina Preventiva na Universidade de São Paulo (USP).
Foi professora de Patologia Tropical e Saúde Pública da Universidade Federal de Goiás de 1985 a 2011, quando se aposentou. Mudou-se para o Recife, para trabalhar como pesquisadora do Centro de Pesquisa Aggeu Magalhães.
Em 2016, ganhou o Prêmio Faz Diferença O Globo de Personalidade do Ano por seu trabalho pioneiro a respeito do vírus da zika.